# Ami Boué Peak
Der Ami Boué Peak (englisch; bulgarisch връх Ами Буе wrach Ami Bue) ist ein 1101 m hoher Berg im Norden des Grahamland auf der Antarktischen Halbinsel. Auf der Trinity-Halbinsel ragt er 8,79 km südsüdöstlich des Mount Jacquinot, 11,14 km nordöstlich des Dabnik Peak, 8,43 km nördlich des Kanitz-Nunataks und 12,56 km westsüdwestlich des Fidase Peak am nördlichen Ausläufer des Laclavère-Plateaus auf.
Deutsche und britische Wissenschaftler kartierten ihn 1996 gemeinsam. Die bulgarische Kommission für Antarktische Geographische Namen benannte ihn 2010 nach dem deutsch-österreichischen Geologen und Mediziner Ami Boué (1794–1881), der den Balkan erkundet hatte. 